# Токугава (род)
Род Токугава (яп. 徳川 Токугава-си) — самурайский род в средневековой Японии. Основателем рода Токугава считается Токугава Иэясу, ставший в 1605 г. первым сёгуном династии, передававшей этот титул по наследству до 1868 г.
Род Токугава считается по происхождению близким к императорскому, а точнее, родственным семье регентов Фудзивара, оказывавших огромное влияние на политику Японии в периоды Нара и Хэйан. До начала XV в., когда в хрониках упоминается предок Иэясу — Мацудайра Тикаудзи из провинции Микава, что восточнее Нагоя, о жизни семьи Токугава почти ничего не известно. Шестью поколениями позже Мацудайра Киёясу установил контроль над всей провинцией, а после его гибели власть перешла к следующему представителю рода — Хиротада. Хиротаде удалось сохранить семейные позиции, лишь вступив в союз с соседом — даймё Имагавой Ёсимото. Четырёхлетний сын Хиротады Такэтиё был послан в заложники к Имагава и жил у него до самой смерти последнего в 1560 г. В 1567 г. Такэтиё сменил имя и стал называться Токугава Иэясу. История рода Токугава достигла своей кульминации в 1600 г., когда Иэясу одержал победу над многочисленными противниками в битве при Сэкигахара и вскоре добился у императора титула сёгуна, став в 1603 г. военным правителем всей Японии. Как и большинство японских семей, дом Токугава состоял из основной ветви и нескольких второстепенных. Главная родовая линия стала династией, давшей первых японских сёгунов, остальные были представлены симпан даймё, находящимися в родстве с кланом Токугава. С началом Реставрации Мэйдзи власти сёгуната пришел конец, и представители династии Токугава сначала получили домен в районе нынешнего города Сидзуока и стали обычными даймё, а когда был отменен и институт даймё, им ещё продолжали оказывать некоторую помощь и демонстрировать знаки уважения. Вскоре это тоже отошло в прошлое. Ветвь Токугава сохранилась до сих пор, и некоторые её представители иногда ещё появляются на политической сцене Японии, не играя там уже никакой значительной роли.

## Линия сёгунов

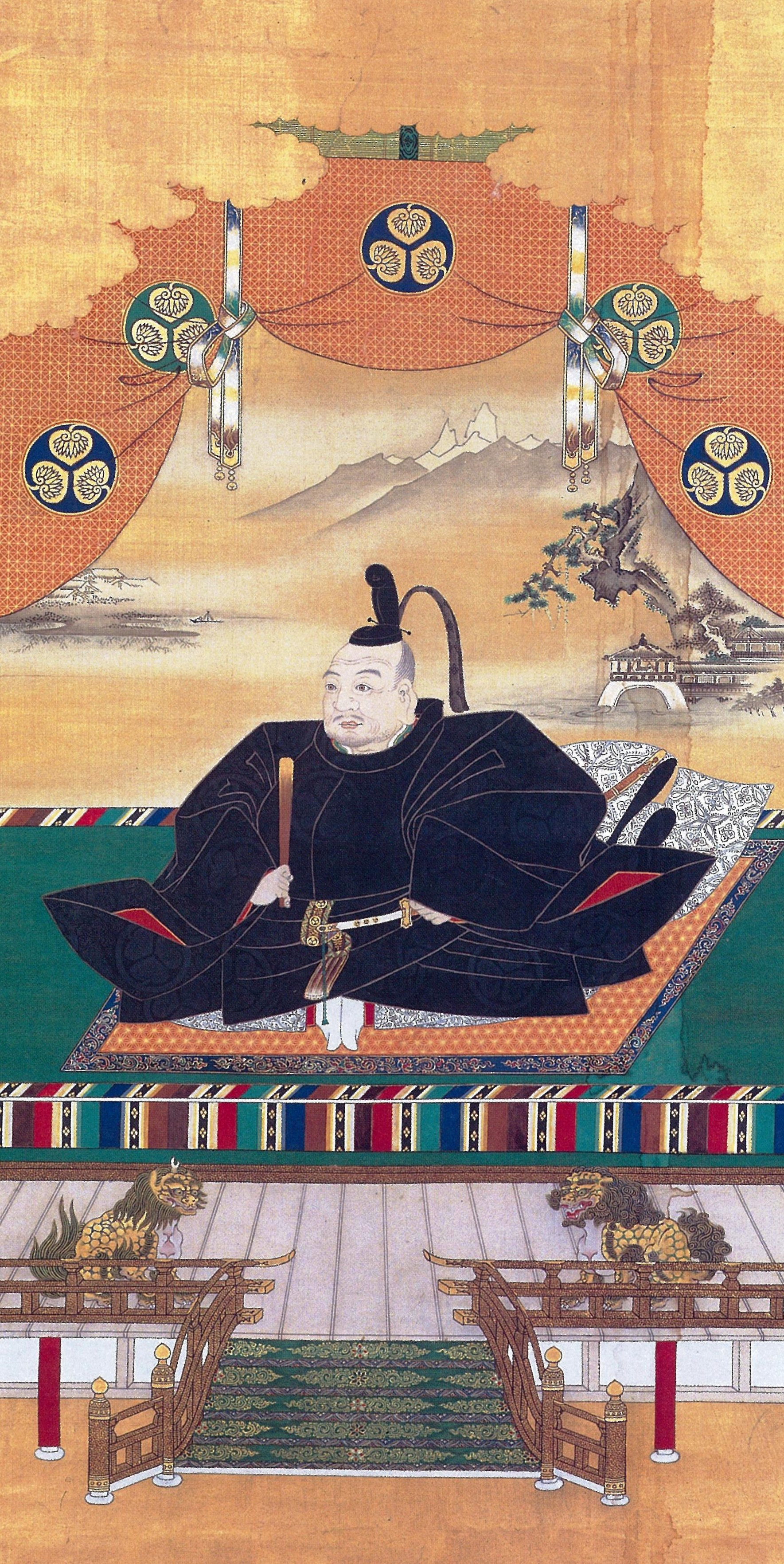
Токугава Иэясу

- Токугава Иэясу (1542—1616) — сын Мацудайры Хиротады (1526—1549), в 1564 получил ранг дзюгоигэ и титул Микава-но ками, в 1566 получил кабанэ Токугава-но асон, в 1598 член совета готайро, в 1598 получил ранг сёнии и должность найдайдзин, сэйи тайсёгун 1603—1605, в 1603 получил должность удайдзин, в 1616 получил должность дайдзё-дайдзин;
- Токугава Хидэтада (1579—1632) — третий сын Токугавы Иэясу, в 1587 получил ранг дзюгоигэ и титул Мусаси-но ками, сэйи тайсёгун 1605—1623, дайдзё-дайдзин 1626—1632;
- Токугава Иэмицу (1604—1651) — сын Токугавы Хидэтады, в 1620 получил ранг дзюнии и должность гон-дайнагон, сэйи тайсёгун 1623—1651;
- Токугава Иэцуна (1641—1680) — старший сын Токугавы Иэмицу, в 1645 получил ранг сёнии и должность гон-дайнагон, сэйи тайсёгун 1651—1680;
- Токугава Цунаёси (1646—1709) — младший сын Токугавы Иэмицу, хансю хан Кодзукэ Татэбаяси 1661—1680, сэйи тайсёгун 1680—1709, удайдзин 1705—1709;
- Токугава Иэнобу (1662—1712) — сын Токугавы Цунасигэ (1644—1668), хансю хан Каи Кофу 1678—1704, племянник и наследник Токугавы Цунаёси 1704—1709, сэйи тайсёгун 1709—1712;
- Токугава Иэцугу (1709—1716) — третий сын Токугавы Иэнобу, сэйи тайсёгун 1712—1716;
- Токугава Ёсимунэ (1684—1751) — третий сын Токугавы Мицусады (1625—1705), хансю хан Кии Вакаяма 1705—1716, сэйи тайсёгун 1716—1745;
- Токугава Иэсигэ (1711—1761) — старший сын Токугавы Ёсимунэ, в 1725 получил ранг дзюнии и должность дайнагон, сэйи тайсёгун 1745—1760;
- Токугава Иэхару (1737—1786) — старший сын Токугавы Иэсигэ, сэйи тайсёгун 1760—1786, удайдзин 1780—1786;
- Токугава Иэнари (1773—1841) — сын Токугавы Харусада (1727—1789), сэйи тайсёгун 1786—1837, дайдзё-дайдзин 1827—1841;
- Токугава Иэёси (1793—1853) — четвёртый сын Токугавы Иэнари, в 1797 получил ранг дзюнии и должность дайнагон, найдайдзин 1824, в 1829 получил ранг дзюитии, сэйи тайсёгун 1837—1853;
- Токугава Иэсада (1824—1858) — сын Токугавы Иэёси, в 1828 получил ранг дзюнии и должность гон-дайнагон, сэйи тайсёгун 1853—1858;
- Токугава Иэмоти (1846—1866) — старший сын Токугавы Нариюки (1801—1846), хансю хан Кии Вакаяма 1849—1858, сэйи тайсёгун 1858—1866;
- Токугава Ёсинобу (1837—1913) — седьмой сын Токугавы Нариаки (1800—1860), глава линии Хитоцубаси Токугава 1847—1866, в 1847 получил ранг дзюсамми и должность саконъэ-но тюдзё, в 1847 получил должность гёбукэй, сэйи тайсёгун 1866—1867, в 1880 получил ранг сёнии, в 1902 получил титул гун (герцог).

## Линия Симидзу Токугава
- Токугава Сигэёси (1745—1795) — первый глава линии Симидзу Токугава (1758—1795), второй сын сёгуна Токугава Иэсигэ и младший брат сёгуна Токугава Иэхару;
- Токугава Ацуносуке (1796—1799) — второй глава клана Токугава Симидзу (1798—1799), второй сын японского сёгуна Токугавы Иэнари;
- Токугава Нариюки (1801—1846) — третий сын сёгуна Токугавы Иэнари, глава линии Симидзу Токугава 1805—1816, хансю хан Кии Вакаяма 1846—1849, в 1846 получил ранг дзюнии и должность гон-дайнагон;
- Токугава Наринори (1810—1827) — глава линии Симидзу Токугава (1816—1827), пятый сын японского сёгуна Токугавы Иэнари;
- Токугава Нарикацу (1820—1849) — глава линии Токугава Симидзу (1827—1846), одиннадцатый сын японского сёгуна Токугавы Иэнари;
- Токугава Акитакэ (1853—1910) — сын Токугавы Нариаки, глава линии Симидзу Токугава 1866—1868, хансю хан Хитати Мито 1868—1872, получил ранг дзюитии;
- Токугава Ацумори (1856—1924) — седьмой глава клана Токугава Симидзу (1870—1924), восьмой сын хансю хан Кокура Одасавара Тадаёси (1827—1865).

## Линия Таясу Токугава
- Токугава Мунэтакэ (1716—1771) — первый глава клана Токугава Таясу (1731—1771), сын сёгуна Токугава Ёсимунэ и младший брат сёгуна Токугава Иэсигэ. В 1731 году Мунэтакэ был назначен своим отцом главой клана Токугава Таясу;
- Токугава Харуяки (1753—1774) — второй глава клана Токугава Таясу (1771—1774), сын Токугава Мунэтакэ;
- Токугава Наримаса (1779—1848) — третий глава клана Токугава Таясу (1787—1836), сын Токугава Харуяки;
- Токугава Наритака (1810—1845) — четвёртый глава клана Токугава Таясу (1836—1839), даймё Овари Нагоя (1839—1845), сын одиннадцатого японского сёгуна Токугава Иэнари;
- Токугава Ёсиёри (1828—1876) — пятый глава клана Токугава Таясу (1839—1863), а затем и восьмой (1868—1876), сын Токугава Наримаса;
- Токугава Такачиё (1860—1865) — шестой глава клана Токугава Таясу (1863—1865), сын Токугава Ёсиёри;
- Токугава Каменосукэ (1863—1940) — седьмой глава клана Токугава Таясу (1865—1868), глава клана Токугава (1868—1940), сын Токугава Ёсиёри;
- Токугава Сатотака (1865—1941) — девятый глава клана Таясу Токугава (1876—1941), сын Токугава Ёсиёри;
- Токугава Сатонари (1899—1961) — десятый глава клана Таясу Токугава (1941—1961), сын Токугава Сатотака;
- Токугава Мунефуса (род. 1929) — одиннадцатый глава линии Таясу Токугава (с 1961 года), сын Токугава Сатонари.

## Линия Хитоцубаси Токугава

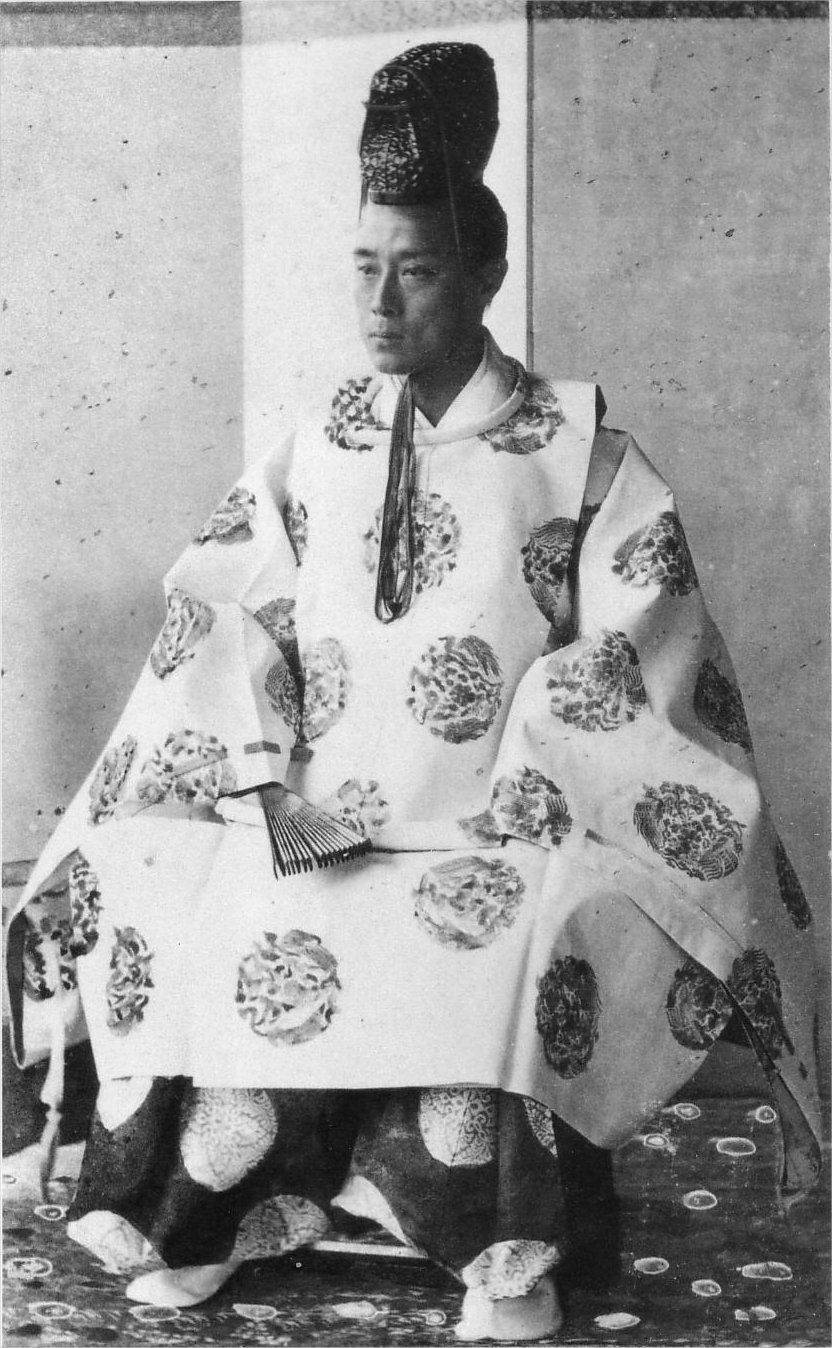
Токугава Ёсинобу

- Токугава Мунэтада (1721—1765) — первый глава клана Токугава Хитоцубаси (1746—1764), четвёртый сын сёгуна Токугава Ёсимунэ и младший брат сёгуна Токугава Иэсигэ. В 1746 году Мунэтада был назначен своим братом Токугава Иэсигэ главой клана Токугава Хитоцубаси (1746—1764);
- Токугава Харусада (1751—1827) — второй глава клана Токугава Хитоцубаси (1764—1799), третий сын Токугава Мунэтада;
- Токугава Нариацу (1780—1816) — третий глава клана Токугава Хитоцубаси (1799—1816), шестой сын Токугава Харусада;
- Токугава Наринори (1803—1830) — четвёртый глава клана Токугава Хитоцубаси (1816—1830), второй сын Токугава Нариацу;
- Токугава Нарикура (1818—1837) — пятый глава клана Токугава Хитоцубаси (1830—1837), сын Токугава Наринори;
- Токугава Ёсимаса (1825—1838) — шестой глава клана Токугава Хитоцубаси (1837—1838), сын Токугава Нариноки;
- Токугава Ёсинага (1823—1847) — седьмой глава клана Токугава Хитоцубаси (1838—1847), сын Токугава Нариноки;
- Токугава Сёмару (1846—1847) — восьмой глава клана Токугава Хитоцубаси (1847), сын Токугава Ёсинага;
- Токугава Ёсинобу (1837—1913) — девятый глава клана Токугава Хитоцубаси (1847—1866), последний сёгун Японии из династии Токугава (1866—1868), третий сын даймё Хитати Мито Токугава Нариаки (1800—1860);
- Токугава Мотинага (1831—1884) — хансю хан Мино Такасу (1850—1858) и хансю хан Овари Нагоя (1858—1863), последний (десятый) глава клана Токугава Хитоцубаси (1866—1884), второй сын даймё Мино Такасу Мацудайра Ёситацу;

## Линия Овари Токугава
- Токугава Ёсинао (1601—1650) — девятый сын Токугавы Иэясу, хансю хан Каи Кофу 1603—1607, хансю хан Микава Киёсу 1607—1610, хансю хан Овари Нагоя 1610—1650, в 1626 получил ранг дзюнии и должность гон-дайнагон;
- Токугава Мицутомо 1625—1700) — сын Токугавы Ёсинао, хансю хан Овари Нагоя 1650—1693, в 1690 получил ранг дзюнии и должность гон-дайнагон;
- Токугава Цунанобу (1652—1699) — сын Токугавы Мицутомо, хансю хан Овари Нагоя 1693—1699, получил ранг дзюсамми и должность гон-тюнагон;
- Токугава Ёсимити (1689—1713) — сын Токугавы Цунанобу, хансю хан Овари Нагоя 1699—1713, в 1704 получил ранг дзюсамми и должность гон-тюнагон;
- Токугава Гороута (1711—1713) — сын Токугавы Ёсимити, хансю хан Овари Нагоя 1713;
- Токугава Цугутомо (1692—1731) — сын Токугавы Цунанобу, хансю хан Овари Нагоя 1713—1730, в 1715 получил ранг дзюсамми и должность гон-тюнагон;
- Токугава Мунэхару (1696—1764) — сын Токугавы Цунанобу, хансю хан Муцу Янагава 1729—1730, хансю хан Овари Нагоя 1730—1739, в 1732 получил ранг дзюсамми и должность гон-тюнагон;
- Токугава Мунэкацу (1705—1761) — сын Мацудайры Томоаки, хансю хан Мино Такасу 1732—1739, хансю хан Овари Нагоя 1739—1761, в 1740 получил ранг дзюсамми и должность гон-тюнагон;
- Токугава Мунэтика (1733—1800) — сын Мацудайры Мунэкацу, хансю хан Овари Нагоя 1761—1799, в 1781 получил ранг дзюнии и должность гон-дайнагон;
- Токугава Наритомо (1793—1850) — сын Токугавы Харукуни, хансю хан Овари Нагоя 1799—1827, в 1839 получил ранг сёнии и должность гон-дайнагон;
- Токугава Нарихару (1819—1839) — сын Токугавы Иэнари, хансю хан Овари Нагоя 1827—1839, в 1837 получил ранг дзюнии и должность гон-дайнагон;
- Токугава Наритака (1810—1845) — сын Токугавы Иэнари, глава линии Таясу Токугава 1836—1839, хансю хан Овари Нагоя 1839—1845, в 1839 получил ранг дзюнии и должность гон-дайнагон;
- Токугава Ёсицугу (1836—1849) — сын Токугавы Наримасы, хансю хан Овари Нагоя 1845—1849, в 1849 получил ранг дзюсамми и должность гон-тюнагон;
- Токугава Ёсикацу (1824—1883) — сын даймё Мино Такасу Мацудайры Ёситацу, хансю хан Овари Нагоя 1849—1850 и 1870—1883, в 1850 получил ранг дзюсамми и должность гон-тюнагон, в 1862 получил ранг дзюнии и должность гон-дайнагон;
- Токугава Мотинага (1831—1884) — сын Мацудайры Ёситацу, хансю хан Мино Такасу 1850—1858, в 1850 получил ранг дзюсиигэ и должность гон-сёсё, хансю хан Овари Нагоя 1858—1863, глава линии Хитоцубаси Токугава 1866—1884;
- Токугава Ёсинори (1858—1875) — сын Мацудайры Ёситацу, хансю хан Овари Нагоя 1863—1870, получил ранг дзюнии и должность дайнагон.

## Линия Кии Токугава
- Токугава Ёринобу (1602—1671) — десятый сын Токугавы Иэясу, хансю хан Хитати Мито 1603—1609, хансю хан Суруга 1609—1619, хансю хан Кии Вакаяма 1619—1667, в 1626 получил ранг дзюнии и должность гон-дайнагон;
- Токугава Мицусада (1628—1705) — сын Токугавы Ёринобу, хансю хан Кии Вакаяма 1667—1698, в 1690 получил ранг дзюнии и должность гон-дайнагон;
- Токугава Цунанори (1665—1705) — сын Токугавы Мицусады, хансю хан Кии Вакаяма 1698—1705, получил ранг дзюсамми и должность гон-тюнагон;
- Токугава Ёримото (1680—1705) — сын Токугавы Мицусады, хансю хан Этидзэн Нию 1697—1705, хансю хан Кии Вакаяма 1705;
- Токугава Мунэнао (1682—1757) — сын Мацудайры Ёридзуми, хансю хан Иё Сайдзё 1711—1716, в 1712 получил ранг дзюсиигэ и должность гон-сёсё, хансю хан Кии Вакаяма 1716—1757, в 1745 получил ранг дзюнии и должность гон-дайнагон;
- Токугава Мунэнобу (1720—1765) — сын Мацудайры Мунэнао, хансю хан Кии Вакаяма 1757—1765, получил ранг дзюсамми и должность гон-тюнагон;
- Токугава Сигэнори (1746—1829) — сын Токугавы Мунэнобу, хансю хан Кии Вакаяма 1765—1775, в 1767 получил ранг дзюсамми и должность гон-тюнагон;
- Токугава Харусада (1728—1789) — сын Мацудайры Мунэнао, хансю хан Иё Сайдзё 1753—1775, хансю хан Кии Вакаяма 1775—1789, в 1776 получил ранг дзюсамми и должность гон-тюнагон;
- Токугава Харутоми (1771—1853) — сын Токугавы Сигэнори, хансю хан Кии Вакаяма 1789—1824, в 1837 получил ранг дзюитии и должность гон-дайнагон;
- Токугава Нариюки (1801—1846) — хансю хан Кии Вакаяма (1824—1846), третий сын сёгуна Токугава Иэнари, усыновлён Токугавой Харутоми;
- Токугава Нарикацу (1820—1849) — хансю хан Кии Вакаяма (1846—1849), десятый сын сёгуна Токугава Иэнари, приемный сын Токугавы Нариюки;
- Токугава Ёситоми (Иэмоти) (1846—1866) — хансю хан Кии Вакаяма (1849—1858), четырнадцатый сёгун Японии из династии Токугава (1858—1866), сын даймё Кии Вакаяма Токугаваы Нариюки (1801—1846), приемный сын Токугава Нарикацу, затем сёгуна Токугава Иэсада;
- Токугава Мотицугу (1844—1906) — сын Мацудайры Ёрисато, хансю хан Кии Вакаяма 1858—1869, получил ранг дзюнии и должность дайнагон.

## Линия Мито Токугава
- Токугава Ёрифуса (1603—1661) — одиннадцатый сын Токугавы Иэясу, хансю хан Хитати Симоцума 1606—1609, хансю хан Хитати Мито 1609—1671, в 1627 получил ранг дзюсамми и должность гон-тюнагон;
- Токугава Мицукуни (1628—1701) — сын Токугавы Ёрифусы, хансю хан Хитати Мито 1671—1690, в 1690 получил ранг дзюсамми и должность гон-тюнагон;
- Токугава Цунаэда (1656—1718) — сын Токугавы Ёрисигэ, хансю хан Хитати Мито 1690—1718, в 1705 получил ранг дзюсамми и должность гон-тюнагон;
- Токугава Мунэтака (1705—1730) — сын Токугавы Ёритоё, хансю хан Хитати Мито 1718—1730, в 1718 получил ранг дзюсамми и должность саконъэ-но гон-тюдзё;
- Токугава Мунэмото (1728—1766) — сын Токугавы Мунэтаки, хансю хан Хитати Мито 1730—1766, в 1737 получил ранг дзюсамми и должность саконъэ-но гон-тюдзё;
- Токугава Харумори (1751—1805) — сын Токугавы Мунэмото, хансю хан Хитати Мито 1766—1805, в 1795 получил ранг дзюсамми и должность гон-тюнагон;
- Токугава Харутоси (1773—1816) — сын Токугавы Харумори, хансю хан Хитати Мито 1805—1816, в 1805 получил ранг дзюсамми и должность саконъэ-но гон-тюдзё;
- Токугава Наринобу (1797—1829) — сын Токугавы Харутоси, хансю хан Хитати Мито 1816—1829, в 1825 получил ранг дзюсамми и должность гон-тюнагон;
- Токугава Нариаки (1800—1860) — сын Токугавы Харутоси, хансю хан Хитати Мито 1829—1844, в 1837 получил ранг дзюсамми и должность гон-тюнагон;
- Токугава Ёсиацу (1832—1868) — сын Токугавы Нариаки, хансю хан Хитати Мито 1844—1868, в 1860 получил ранг дзюсамми и должность гон-тюнагон;
- Токугава Акитакэ (1853—1910) — сын Токугавы Нариаки, глава линии Симидзу Токугава 1866—1868, хансю хан Хитати Мито 1868—1872, получил ранг дзюитии.